# Bosatz
Koordinaten: 50° N, 18° O
Bosatz (polnisch Bosacz) war ein Dorf und vom Jahr 1900 bis 1945 ein nördlicher Stadtteil von Ratibor.

## Geschichte
Bosatz entstand vermutlich mit der Gründung des Franziskanerklosters, das 1491 am rechten Ufer der Oder errichtet wurde. Schon damals bestand eine Holzbrücke, die in die Stadt Ratibor führte. Da die Franziskaner auch als Barfüßer bzw. polnisch als „bosaki“ bezeichnet werden, leitet sich hiervon der Ortsname ab. Das Kloster sowie die zugehörige Schrotholzkirche brannten bereits im Juli 1519 ab, so dass die Mönche den Ort verließen. Erst 1686 wurde das Kloster an anderer Stelle (im Vorort Brunken) neu errichtet.
Bosatz gehörte von Anfang an zum Herzogtum Ratibor, mit dem es die Geschichte seiner politischen und kirchlichen Zugehörigkeit teilte. Nach dem Ersten Schlesischen Krieg fiel es 1742 mit dem größten Teil Schlesiens an Preußen. Durch die preußischen Verwaltungsreformen gehörte es ab 1815 zur Provinz Schlesien im Regierungsbezirk Oppeln. 1816 wurde es dem neu gebildeten Landkreis Ratibor zugewiesen.
Ab 1874 war die Landgemeinde Bosatz Sitz des gleichnamigen Amtsbezirk, zu dem auch die Landgemeinden Ostrog und Plania sowie die Gutsbezirke Bosatz, Schloßgut und Ostrog gehörten. Im Jahr 1873 war Bosatz mit einer Fläche von 51 Morgen samt Dampfbrauerei und Ziegelei im Besitz des Herzogs Victor I. von Ratibor.  Im Jahr 1900 erfolgte die Eingliederung in die Stadtgemeinde Ratibor. 1913 wurde die alte Holzbrücke durch eine Brücke aus Eisenbeton ersetzt.
Als Folge des Zweiten Weltkriegs fiel Bosatz 1945 zusammen mit Ratibor an Polen. Es wurde in Bosacz umbenannt und in den Stadtteil Racibórz-Ostróg eingegliedert. An Bosatz erinnert die ulica Bosacka, vormals die Bosatzer Straße.

## Persönlichkeiten
- Hugo von Abercron (1869–1945) – Ballonfahrer, Autor und Generalmajor
- Arthur Groenouw (1862–1945) – Augenarzt, Chefarzt und Fachbuchautor
- Eugen Prager (1876–1942) – sozialdemokratischer Publizist